# Trichagnia fuscomaculata
Trichagnia fuscomaculata là một loài bọ cánh cứng trong họ Cerambycidae.